# Västra Klagstorps församling
Västra Klagstorps församling var en församling i Lunds stift och i Malmö kommun. Församlingen uppgick 2006 i Tygelsjö-Västra Klagstorps församling.

## Administrativ historik
Församlingen har medeltida ursprung. Före den 1 januari 1886 (ändring enligt beslut den 17 april 1885) var namnet Klagstorps  församling.
Församlingen utgjorde till 2006 annexförsamling i pastoratet Tygelsjö och (Västra) Klagstorp. Församlingen uppgick 2006 i Tygelsjö-Västra Klagstorps församling.

## Kyrkor
- Västra Klagstorps kyrka